# Гарріс (Міссурі)
Гарріс (англ. Harris) — місто (англ. city) в США, в окрузі Салліван штату Міссурі. Населення — 65 осіб (2020).

## Географія
Гарріс розташований за координатами 40°18′22″ пн. ш. 93°21′1″ зх. д. / 40.30611° пн. ш. 93.35028° зх. д. (40.306148, -93.350379).  За даними Бюро перепису населення США в 2010 році місто мало площу 0,40 км², уся площа — суходіл.

## Демографія
Згідно з переписом 2010 року, у місті мешкала 61 особа в 30 домогосподарствах у складі 14 родин. Густота населення становила 153 особи/км².  Було 50 помешкань (125/км²).
Расовий склад населення:
| - 98,4 % — білих |

До двох чи більше рас належало 1,6 %. Частка іспаномовних становила 0,0 % від усіх жителів.
За віковим діапазоном населення розподілялося таким чином: 32,8 % — особи молодші 18 років, 57,4 % — особи у віці 18—64 років, 9,8 % — особи у віці 65 років та старші. Медіана віку мешканця становила 32,5 року. На 100 осіб жіночої статі у місті припадало 103,3 чоловіків;  на 100 жінок у віці від 18 років та старших — 105,0 чоловіків також старших 18 років.
За межею бідності перебувало 45,7 % осіб, у тому числі 100,0 % дітей у віці до 18 років та 21,1 % осіб у віці 65 років та старших.
Цивільне працевлаштоване населення становило 20 осіб. Основні галузі зайнятості: науковці, спеціалісти, менеджери — 30,0 %, сільське господарство, лісництво, риболовля — 30,0 %, фінанси, страхування та нерухомість — 10,0 %, транспорт — 5,0 %.